# روبرت جاس
روبرت جاس (بالإنجليزية: Robert Gass)‏ هو ملحن أمريكي، ولد في 1948.

## وصلات خارجية
- روبرت جاس على موقع ميوزك برينز (الإنجليزية)
- روبرت جاس على موقع أول ميوزيك (الإنجليزية)
- روبرت جاس على موقع ديسكوغز (الإنجليزية)